# Premis Oscar de 1941
Els Premis Oscar de 1941 (en anglès: 14th Academy Awards) foren presentats el 26 de febrer de 1942 en una cerimònia realitzada al Biltmore Hotel de Los Angeles. La cerimònia presentada per Bob Hope.

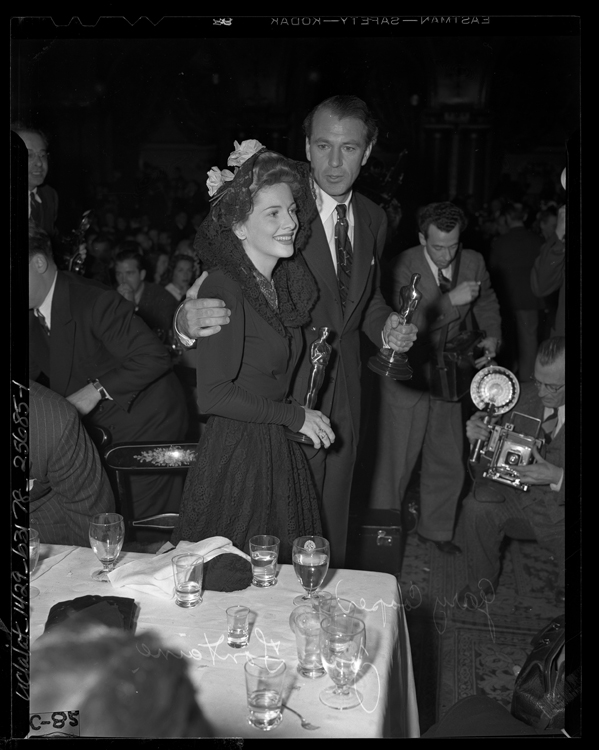
Joan Fontaine i Gary Cooper a la festa posterior de la cerimònia.

## Curiositats
La victòria de Que verda era la meva vall de John Ford com a millor pel·lícula passà a la història com la vencedora de Ciutadà Kane d'Orson Welles. Així mateix, la victòria de Ford en la categoria de millor director el convertí en el director que havia aconseguit més estatuetes de la història en aquesta categoria en aquell moment, tres.
En la categoria de Millor actriu es realitzà un duel entre les germanes Joan Fontaine i Olivia de Havilland, guanyant la primera per Sospita, sent la primera i única actriu que aconseguí un premi de l'Acadèmia en una pel·lícula d'Alfred Hitchcock.
En aquesta edició s'incorporà la categoria de Millor documental.
La pel·lícula La lloba de William Wyler establí un nou rècord de nominacions sense guanyar cap estatueta, nou. Un rècord que igualà Peyton Place el 1957 i superaren The Turning Point i El color púrpura, que amb 11 nominacions no aconseguiren cap premi.

## Premis
| Millor pel·lícula | Millor director |
| --- | --- |
| - Que verda era la meva vall - Blossoms in the Dust - Ciutadà Kane - Here Comes Mr. Jordan - Hold Back the Dawn - La lloba - El falcó maltès - One Foot in Heaven - El sergent York - Sospita | - John Ford per Que verda era la meva vall - William Wyler per La lloba - Alexander Hall per Here Comes Mr. Jordan - Howard Hawks per El sergent York - Orson Welles per Ciutadà Kane |
| Millor actor | Millor actriu |
| - Gary Cooper per El sergent York com a Alvin C. York - Cary Grant per Serenata nostàlgica com a Roger Adams - Walter Huston per All That Money Can Buy com a Mr Scratch (El Diable) - Robert Montgomery per Here Comes Mr. Jordan com a Joe Pendleton - Orson Welles per Ciutadà Kane com a Charles Foster Kane | - Joan Fontaine per Sospita com a Lina McLaidlaw Aysgarth - Bette Davis per La lloba com a Regina Giddens - Olivia de Havilland per Hold Back the Dawn com a Emmy Brown - Greer Garson per Blossoms in the Dust com a Edna Kahly Gladney - Barbara Stanwyck per Bola de foc com a Katherine "Sugarpuss" O'Shea |
| Millor actor secundari | Millor actriu secundària |
| - Donald Crisp per Que verda era la meva vall com a Gwilym Morgan - Walter Brennan per El sergent York com a Pastor Rosier Pile - Charles Coburn per The Devil and Miss Jones com a John P. Merrick - James Gleason per Here Comes Mr. Jordan com a Max "Pop" Corkle - Sydney Greenstreet per El falcó maltès com a Kasper Gutman | - Mary Astor per The Great Lie com a Sandra Kovak - Sara Allgood per Que verda era la meva vall com a Mrs. Beth Morgan - Patricia Collinge per La lloba com a Birdie Hubbard - Teresa Wright per La lloba com a Alexandra Giddens - Margaret Wycherly per El sergent York com a Mary Brooks York |
| Millor guió original | Millor guió adaptat |
| - Herman J. Mankiewicz i Orson Welles per Ciutadà Kane - John Huston, Howard Koch, Abem Finkel i Harry Chandlee per El sergent York - Karl Tunberg i Darrell Ware per Tall, Dark and Handsome - Norman Krasna per The Devil and Miss Jones - Paul Jarrico per Tom, Dick and Harry | - Sidney Buchman i Seton I. Miller per Here Comes Mr. Jordan (sobre obra teatre de Harry Segall) - Charles Brackett i Billy Wilder per Hold Back the Dawn (sobre hist. de Ketti Frings) - Philip Dunne per Que verda era la meva vall (sobre hist. de Richard Llewellyn) - Lillian Hellman per La lloba (sobre obra teatre pròpia) - John Huston per El falcó maltès (sobre hist. de Dashiell Hammett) |
| Millor història | Millor documental |
| - Harry Segall per Here Comes Mr. Jordan - Billy Wilder i Thomas Monroe per Bola de foc - Richard Connell i Robert Presnell Sr. per L'home del carrer - Gordon Wellesley per Night Train to Munich - Monckton Hoffe per The Lady Eve | - Churchill's Island de National Film Board of Canada i United Artists - Adventure in the Bronx de Film Associates - Bomber de U.S. Office for Emergency Management Film Unit and Motion Picture Committee Cooperating for National Defense - Christmas Under Fire del British Ministry of Information i Warner Bros. - A Letter From Home del British Ministry of Information i United Artists - Life of a Thoroughbred de Truman Talley i 20th Century Fox - Norway in Revolt de The March of Time i RKO Radio - A Place to Live de Philadelphia Housing Authority i Philadelphia Housing Association - Russian Soil d'Amkino - Soldiers of the Sky de Truman Talley i 20th Century Fox - War Clouds in the Pacific de National Film Board of Canada i MGM |
| Millor banda sonora - Dramàtica | Millor banda sonora - Musical |
| - Bernard Herrmann per All That Money Can Buy - Frank Skinner per Back Street - Alfred Newman per Bola de foc - Bernard Herrmann per Ciutadà Kane - Edward Ward per Cheers for Miss Bishop - Alfred Newman per Que verda era la meva vall - Victor Young per Hold Back the Dawn - Morris Stoloff i Ernst Toch per Ladies in Retirement - Edward Kay per King of the Zombies - Franz Waxman per Dr. Jekyll and Mr. Hyde - Miklós Rózsa per Lydia - Cy Feuer i Walter Scharf per Mercy Island - Max Steiner per El sergent York - Louis Gruenberg per So Ends Our Night - Miklós Rózsa per Sundown - Franz Waxman per Sospita - Edward Ward per Tanks a Million - Werner Heymann per That Uncertain Feeling - Meredith Willson per La lloba - Richard Hageman per This Woman is Mine                               | - Frank Churchill i Oliver Wallace per Dumbo - Edward Ward per All-American Co-Ed - Robert Emmett Dolan per Birth of the Blues - Charles Previn per Buck Privates - Cy Feuer per Ice-Capades - Emil Newman per Sun Valley Serenade - Anthony Collins per Sunny - Herbert Stothart i Bronislau Kaper per The Chocolate Soldier - Heinz Roemheld per La rossa explosiva - Morris Stoloff per You'll Never Get Rich |
| Millor cançó original | Millor so |
| - Jerome Kern (música); Oscar Hammerstein II (lletra) per Lady Be Good ("The Last Time I Saw Paris") - Lloyd B. Norlin (música i lletra) per All-American Co-Ed ("Out of the Silence") - Harold Arlen; Lyric by Johnny Mercer per Blues in the Night ("Blues in the Night)" - Hugh Prince (música); Don Raye (lletra) per Buck Privates ("Boogie Woogie Bugle Boy of Company B") - Frank Churchill (música); Ned Washington (lletra) per Dumbo ("Baby Mine") - Louis Alter (música); Frank Loesser (lletra) per Las Vegas Nights ("Dolores") - Gene Autry i Fred Rose (música i lletra) per Ridin' on a Rainbow ("Be Honest With Me") - Harry Warren (música); Mack Gordon (lletra) per Sun Valley Serenade ("Chattanooga Choo Choo") - Cole Porter per You'll Never Get Rich ("Since I Kissed My Baby Goodbye") | - Jack Whitney per Lady Hamilton - Bernard B. Brown per Appointment for Love - Thomas T. Moulton per Bola de foc - John Aalberg per Ciutadà Kane - E. H. Hansen per Que verda era la meva vall - Nathan Levinson per El sergent York - Loren Ryder per Skylark - Douglas Shearer per The Chocolate Soldier - Charles Lootens per The Devil Pays Off - John Livadary per The Men in Her Life - Elmer Raguse per Topper Returns |
| Millor direcció artística - Blanc i Negre | Millor direcció artística - Color |
| - Richard Day i Nathan Juran; Thomas Little per Que verda era la meva vall - Hans Dreier i Robert Usher; Sam Comer per Hold Back the Dawn - Alexander Golitzen; Richard Irvine per Sundown - Perry Ferguson i Van Nest Polglase; Al Fields i Darrell Silvera per Ciutadà Kane - Lionel Banks; George Montgomery per Ladies in Retirement - John Hughes; Fred MacLean per El sergent York - Stephen Goosson; Howard Bristol per La lloba - Vincent Korda; Julia Heron per Lady Hamilton - John DuCasse Schulze; Edward G. Boyle per El fill de Monte Cristo - Cedric Gibbons i Randall Duell; Edwin B. Willis per When Ladies Meet - Martin Obzina i Jack Otterson; Russell A. Gausman per The Flame of New Orleans - Sis Hopkins                                                                                 | - Cedric Gibbons i Urie McCleary; Edwin B. Willis per Blossoms in the Dust - Richard Day i Joseph C. Wright; Thomas Little per Blood and Sand - Raoul Pene du Bois; Stephen A. Seymour per Louisiana Purchase |
| Millor fotografia - Blanc i Negre | Millor fotografia - Color |
| - Arthur C. Miller per Que verda era la meva vall - Gregg Toland per Ciutadà Kane - Joseph Walker per Here Comes Mr. Jordan - Joseph Ruttenberg per Dr. Jekyll and Mr. Hyde - Leo Tover per Hold Back the Dawn - Sol Polito per El sergent York - Edward Cronjager per Sun Valley Serenade - Charles Lang per Sundown - Rudolph Maté per Lady Hamilton - Karl Freund per The Chocolate Soldier | - Ernest Palmer i Ray Rennahan per Blood and Sand - Wilfred M. Cline, Karl Struss i William Snyder per Aloma of the South Seas - William V. Skall i Leonard Smith per Billy the Kid - Karl Freund i W. Howard Greene per Blossoms in the Dust - Bert Glennon per Dive Bomber - Harry Hallenberger i Ray Rennahan per Louisiana Purchase |
| Millor muntatge | Millors efectes especials |
| - William Holmes per El sergent York - Robert Wise per Citizen Kane - James B. Clark per Que verda era la meva vall - Harold F. Kress per Dr. Jekyll and Mr. Hyde - Daniel Mandell per La lloba | - Farciot Edouart i Gordon Jennings (fotografia); Louis Mesenkop (so) per I Wanted Wings - Fred Sersen (fotografia); Edmund H. Hansen (so) per A Yank in the R.A.F. - Farciot Edouart i Gordon Jennings (fotografia); Louis Mesenkop (so) per Aloma of the South Seas - A. Arnold Gillespie (fotografia); Douglas Shearer per Flight Command - John P. Fulton (fotografia); John D. Hall (so) per The Invisible Woman - Lawrence W. Butler (fotografia); William H. Wilmarth (so) per Lady Hamilton - Byron Haskin (fotografia); Nathan Levinson (so) per The Sea Wolf - Roy Seawright (fotografia); Elmer Raguse (so) per Topper Returns |
| Millor curtmetratge, un carret | Millor curtmetratge, dos carrets |
| - Of Pups and Puzzles de MGM - Army Champions de Pete Smith i MGM - Beauty and the Beach de Paramount - Down on the Farm de Paramount - Forty Boys and a Song de Warner Bros. - Kings of the Turf de Warner Bros. - Sagebrush and Silver de 20th Century Fox | - Main Street on the March de MGM - Alive in the Deep de Woodard Productions, Inc. - Forbidden Passage de MGM - The Gay Parisian de Warner Bros. - The Tanks Are Coming de U.S. Army i Warner Bros. |
| Millor curtmetratge d'animació | |
| - Lend a Paw de Walt Disney i RKO Radio - Boogie Woogie Bugle Boy of Company B de Walter Lantz i Universal - Hiawatha's Rabbit Hunt de Leon Schlesinger i Warner Bros. - How War Came de Columbia - The Night Before Christmas de MGM - Rhapsody in Rivets de Leon Schlesinger i Warner Bros. - Rhythm in the Ranks de George Pal i Paramount - The Rookie Bear de MGM - Superman de Max Fleischer i Paramount - Truant Officer Donald de Walt Disney Productions i RKO Radio | |

## Oscar Honorífic
- Walt Disney, William Garity, John N. A. Hawkins i la RCA Manufacturing Company – per la seva contribució excepcional a l'avenç de l'ús de so en el cinema durant la producció de Fantasia. [certificat de mèrit]
- Leopold Stokowski i els seus socis - per la seva consecució en la creació d'una forma nova de música, visualitzada en la producció Fantasia, que així eixampla l'abast del cinema com a diversió i com a forma d'art. [certificat de mèrit].
- Rey Scott - per la seva consecució extraordinària produint "Kukan", pel·lícula sobre la Segona Guerra Sinojaponesa, incloent-hi la seva fotografia amb càmeres de 16mm sota les condicions més difícils i perilloses. [certificat de mèrit].
- Ministeri Britànic d'Informació - per la seva vívida i dramàtica presentació de l'heroisme de la Royal Air Force en el documental "Target for Tonight". [certificat de mèrit].

## Premi Irving G. Thalberg
- Walt Disney

## Múltiples nominacions i premis
| Les següents pel·lícules van rebre diverses nominacions: - 11 nominacions: El sergent York - 10 nominacions: Que verda era la meva vall - 9 nominacions: Ciutadà Kane i La lloba - 7 nominacions: Here Comes Mr. Jordan - 6 nominacions: Hold Back the Dawn - 4 nominacions: Bola de foc, Blossoms in the Dust, Lady Hamilton - 3 nominacions: The Chocolate Soldier, Dr. Jekyll and Mr. Hyde, El falcó Maltès, Sun Valley Serenade, Sundown, Sospita - 2 nominacions: All-American Co-Ed, All That Money Can Buy, Aloma of the South Sea, Blood and Sand, Buck Privates, The Devil and Miss Jones, Dive Bomber, Dumbo, Ladies in Retirement, Louisiana Purchase, Topper Returns i You'll Never Get Rich | Les següents pel·lícules van rebre més d'un premi: - 5 premis: Que verda era la meva vall - 2 premis: Here Comes Mr. Jordan, El sergent York i Fantasia |